# ممر القدس

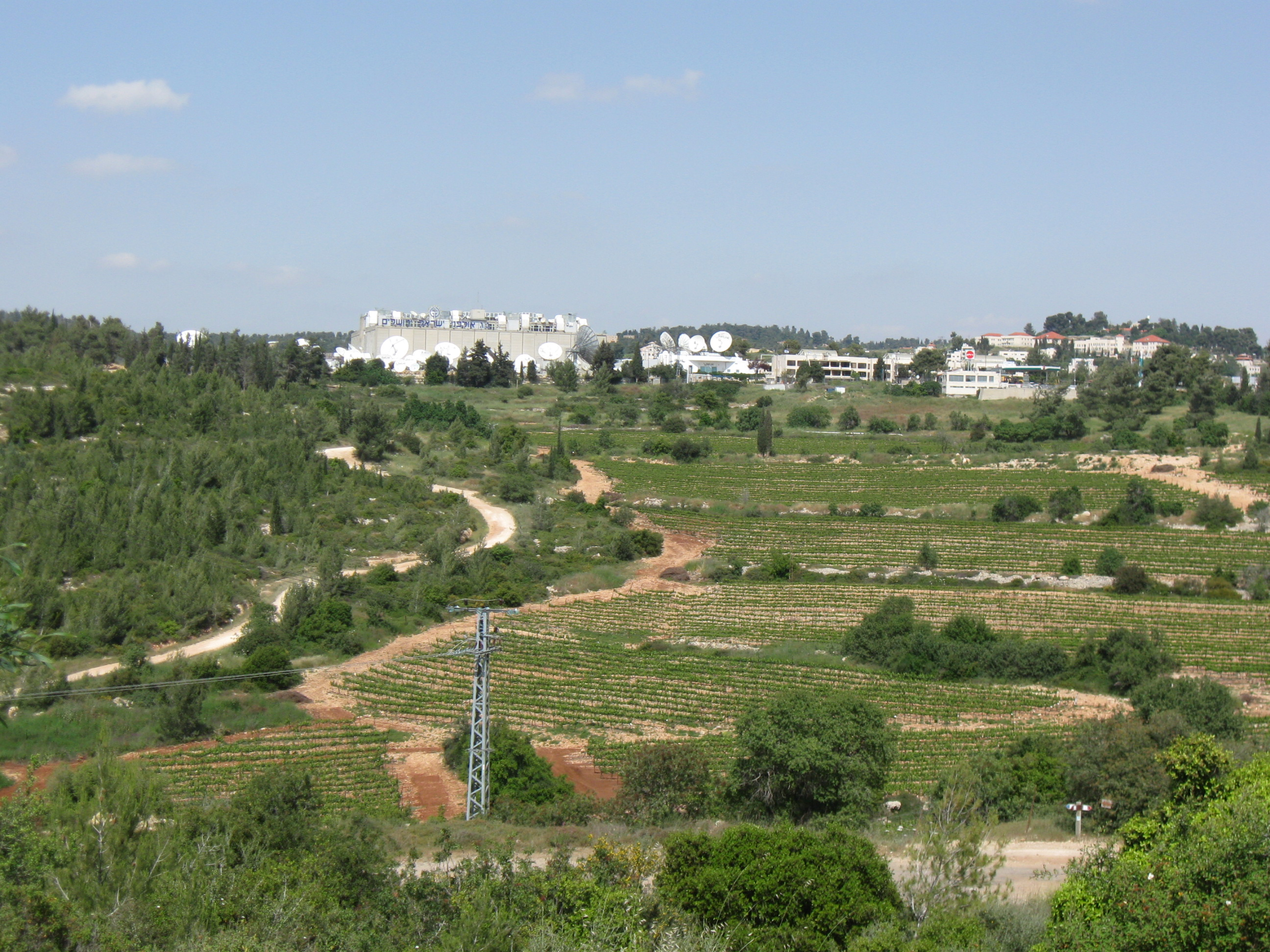
استوديوهات نيفي إيلان التلفزيونية في ممر القدس

ممر القدس (بالعبرية: פרוזדור ירושלים) هي منطقة جغرافية لمئات الآلاف من الدونمات بين القدس ووادي الخليل في فلسطين المحتلة (إسرائيل). حدودها الشمالية هي الطريق القديم إلى القدس، ويحدها جنوبًا وادي الصرار، وحدودها الغربية باب الواد والطريق إلى بيت شيمش. أكبر البلدات في ممر القدس هي بيت شيمش ومفسيرت تصيون وأبو غوش وتسور هداسا وكريات يعاريم.

## التاريخ

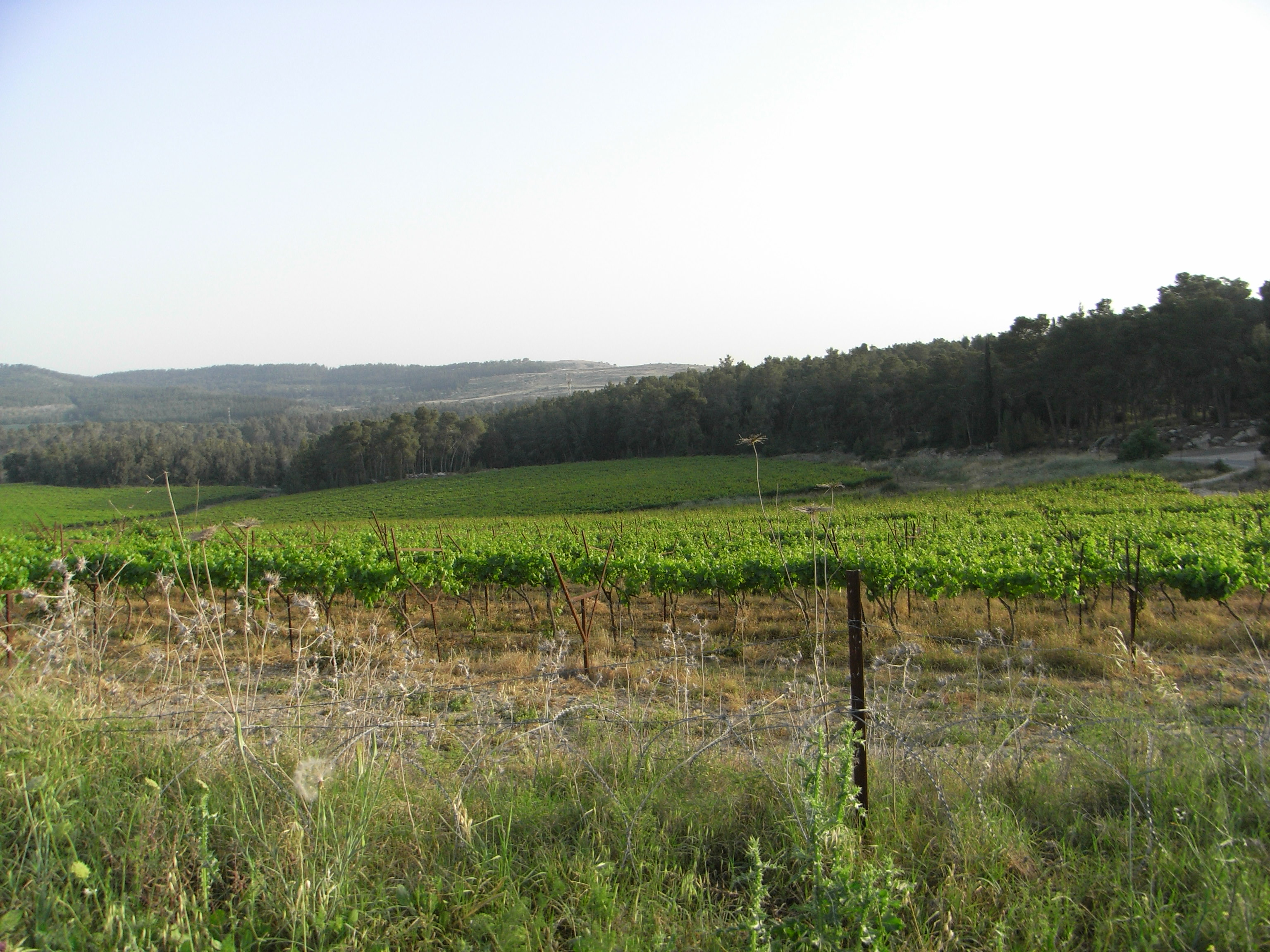
مزرعة كرم في ممر القدس

تاريخيا، يمارس القرويين العرب زراعة المصاطب في الوديان الضيقة و الأودية في المنطقة. 
في عام 1949، عندما أصبحت المنطقة تحت سيطرة إسرائيل بعد عملية ههار، كانت المنطقة جبلية وصخرية وعارية من الأشجار والغابات. هرب القرويون العرب الذين مارسوا زراعة المصاطب في الوديان الضيقة والأودية خلال الحرب. كان ممر القدس هو الطريق الوحيد لجلب الإمدادات إلى القدس المحاصرة. في معركة اللطرون، حاولت القوات اليهودية الاستيلاء على اللطرون حيث تتمركز القوات الأردنية. تم بناء طريق بورما كبديل. 

في العقد الأول لدولة إسرائيل، تم إنشاء 35 مستوطنة زراعية في ممر القدس من قبل مهاجرين جدد من اليمن وكردستان وشمال إفريقيا ورومانيا والمجر. وظف الصندوق القومي اليهودي العديد من القادمين الجدد في مجال التحريج واستصلاح الأراضي. منذ ذلك الحين أصبحت واحدة من أكبر المناطق المشجرة في البلاد. 

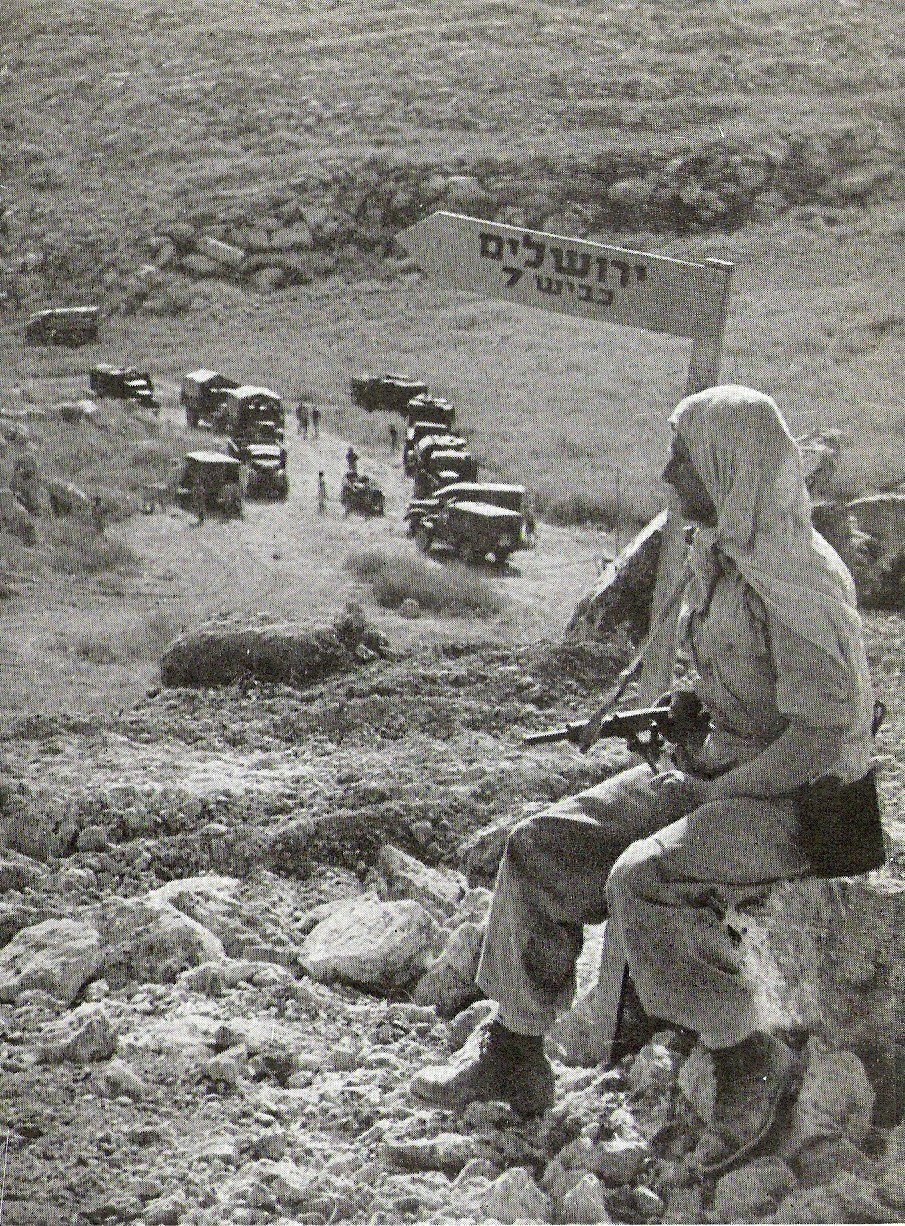
قافلة طريق بورما
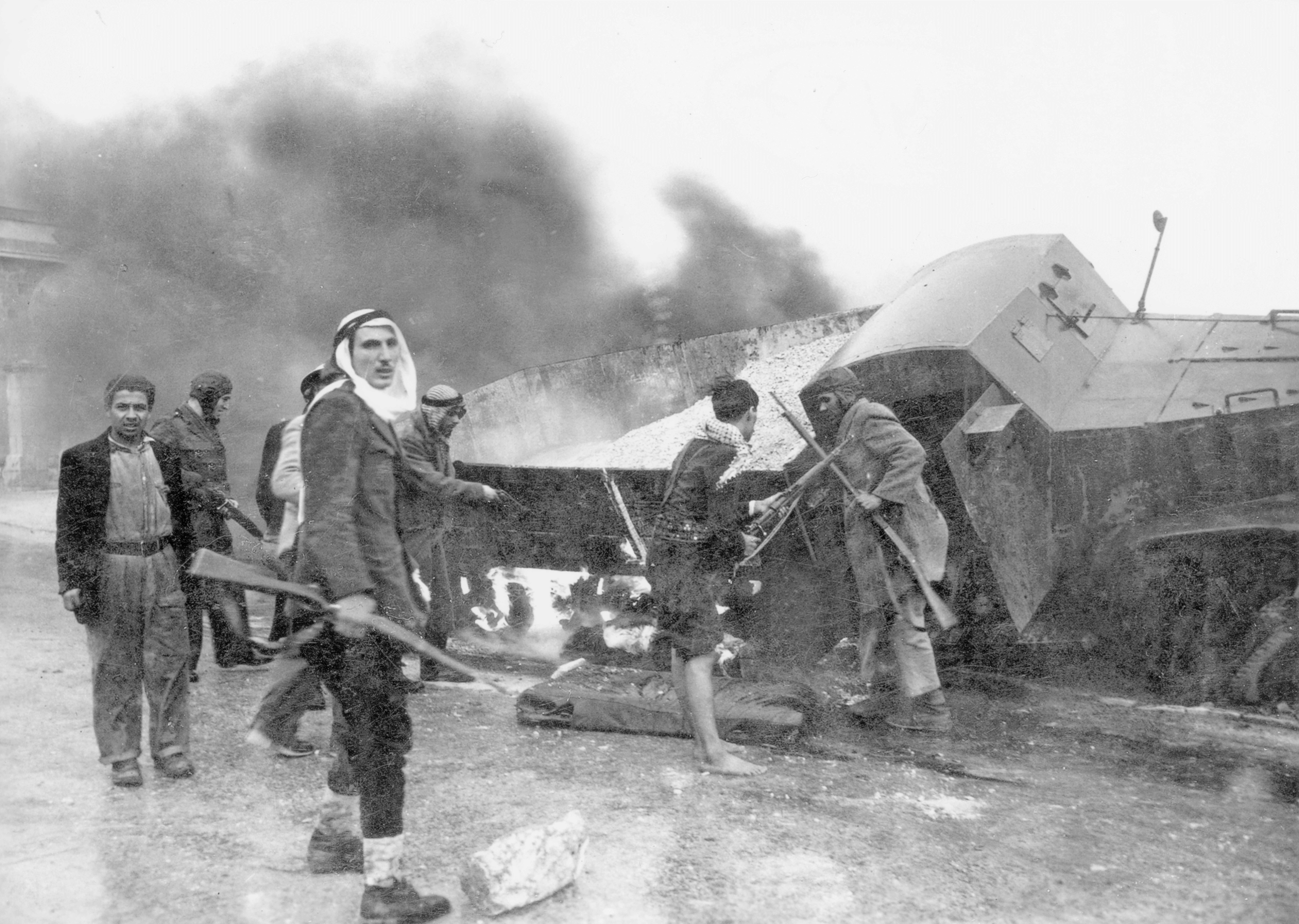
كمين عربي على قافلة يهودية
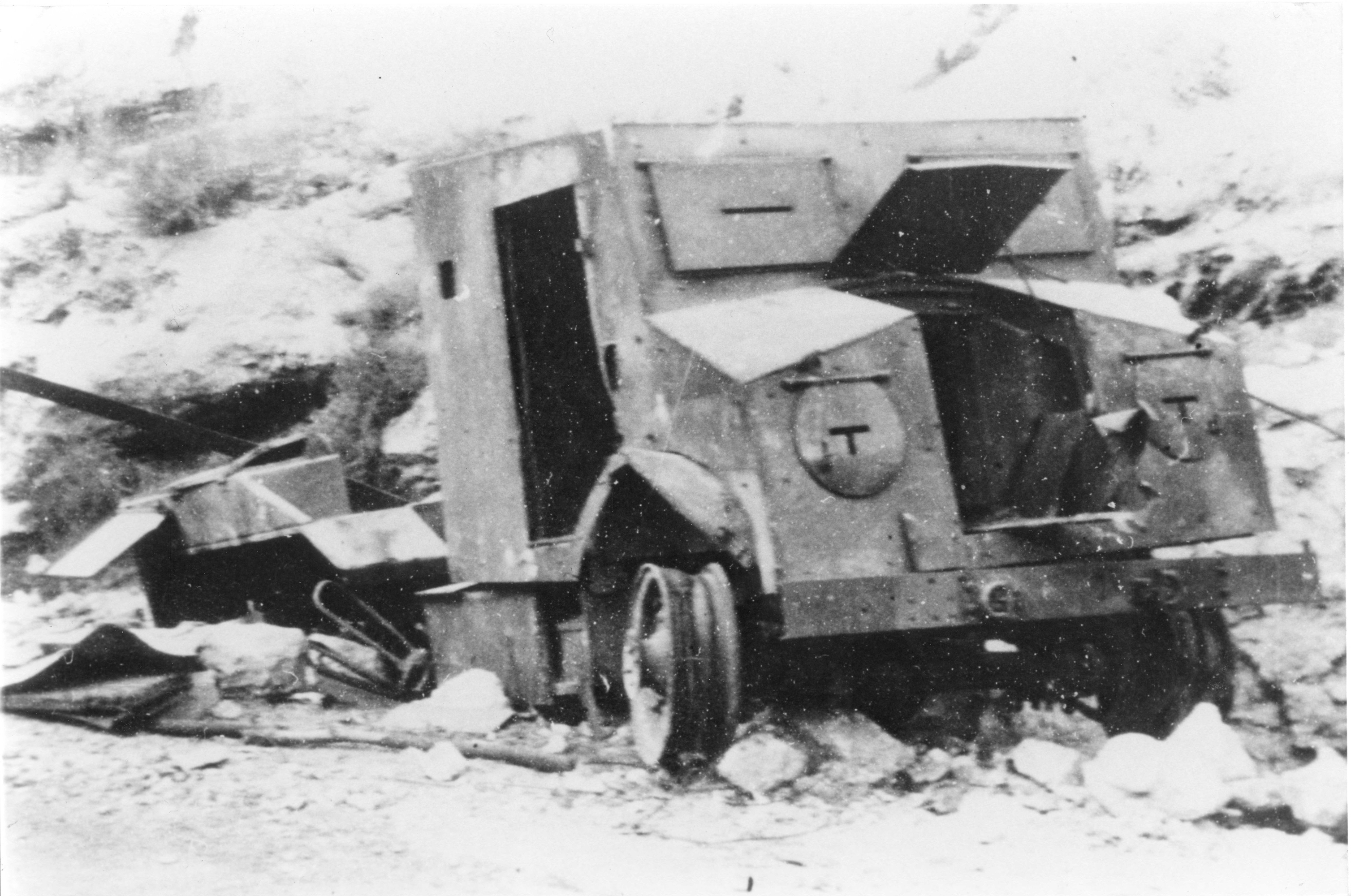
آثار كمين عربي على قافلة يهودية
حطام شاحنة في حرب الاستقلال الإسرائيلية. 7 حزيران 1950 ، ممر القدس

## طرق حديثة وسكك حديدية بالمنطقة
اليوم ، بالإضافة إلى طريق القدس - تل أبيب (الطريق 1 السريع)، هناك عدد من الطرق الإضافية المؤدية إلى القدس ؛ يغطي الطريق 443 الجزء الشمالي من الممر. الطريق 395 يؤدي من عين كارم إلى الساحل عبر رمات رزيئيل وبيت شيمش ويستمر جنوبًا. يؤدي الطريق 386 إلى وادي السنط عبر بار جيورا وتسور هداسا. يوجد خط سكة حديد نشط في الممر، بجانب وادي الصرار والذي يعد جزءًا من سكة حديد يافا التاريخية في القدس.